# Đại bàng vàng nâu
Đại bàng vàng nâu (danh pháp khoa học: Aquila rapax) là một loài chim săn mồi lớn trong họ Ưng. Đây là loài có liên quan chặt chẽ với loài đại bàng hung (Aquila nipalensis) và trước đây chúng đã từng coi là hai phân loài của cùng một loài. Sau đó, chúng đã được chia ra dựa trên hình thái và giải phẫu học. Dựa trên nghiên cứu phân tử chỉ ra rằng hai loài có sự khác biệt nhưng có quan hệ chặt chẽ với nhau

## Phân bố
Nó sống tập trung chủ yếu ở phía Bắc và phía Nam của sa mạc Sahara và châu Phi, trên khắp vùng nhiệt đới ở Tây Nam Á, Ấn Độ. Môi trường sống của loài này là khô như sa mạc, bán sa mạc, thảo nguyên, hoặc xavan.

## Mô tả
Đây là một loài đại bàng lớn mặc dù bị đánh giá là loài nhỏ trong chi Aquila. Đại bàng vàng nâu dài 60–75 cm (24–30 in), sải cánh đạt 159–190 cm (63–75 in). Trọng lượng có thể dao động từ 1,6 đến 3 kg (3,5 đến 6,6 lb), so với đại bàng hung thì đại bàng vàng nâu có kích thước nhỏ hơn. Cơ thể của chúng bao trùm bởi màu lông nâu, phần lưng màu hung và lông vũ ở đuôi có màu đen.
Chim chưa trưởng thành có màu sắc ít tương phản hơn so với những con trưởng thành, nhưng cả hai đều cho thấy sự đa dạng màu sắc của bộ lông.
Đại bàng vàng nâu ăn rất đa dạng, từ các loại thức ăn tươi sống đến các xác thối. Con mồi của chúng bao gồm các loài động vật có vú nhỏ như thỏ, sóc, các loài bò sát và các loài chim họ Gà Phi. Chúng cũng ăn cắp cả thức ăn của các loài chim săn mồi khác.
Tuy tiếng kêu của loài này giống như một con quạ nhưng chúng là loài chim ít khi kêu.

## Hình ảnh

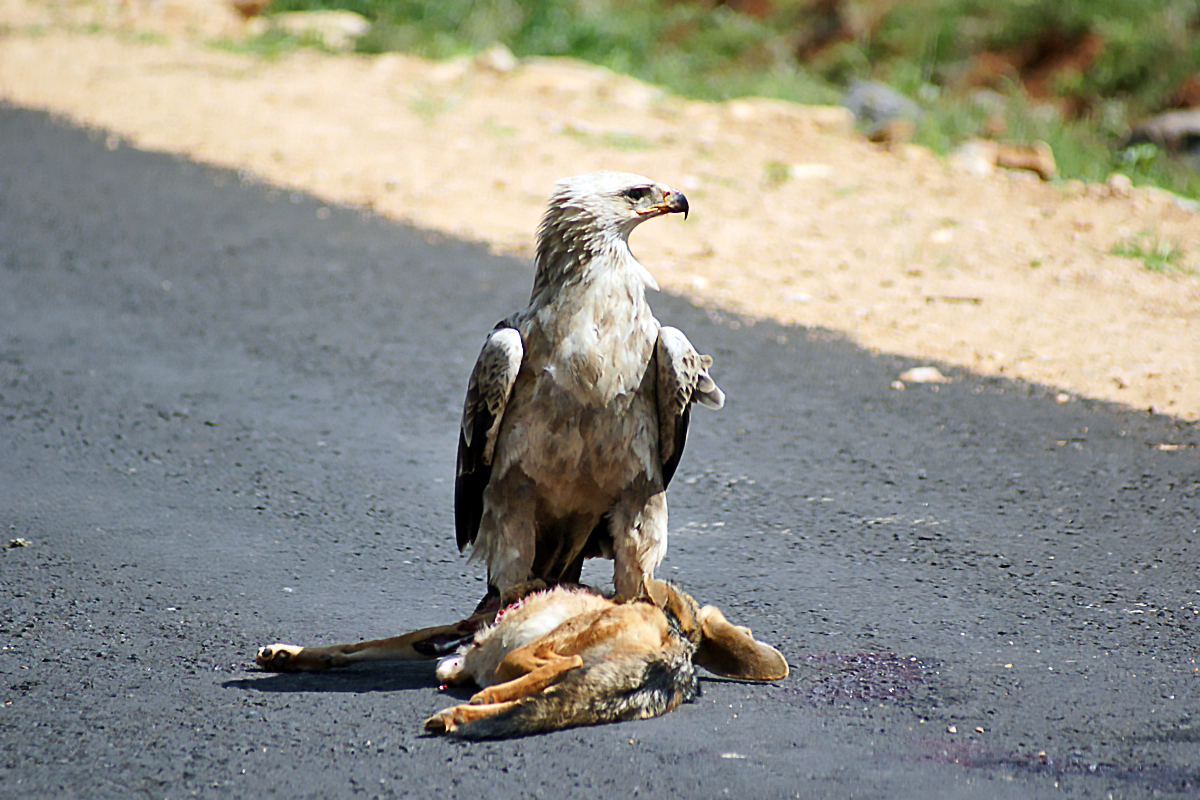
Đại bàng nâu đang ăn một xác thối ở Ethiopia
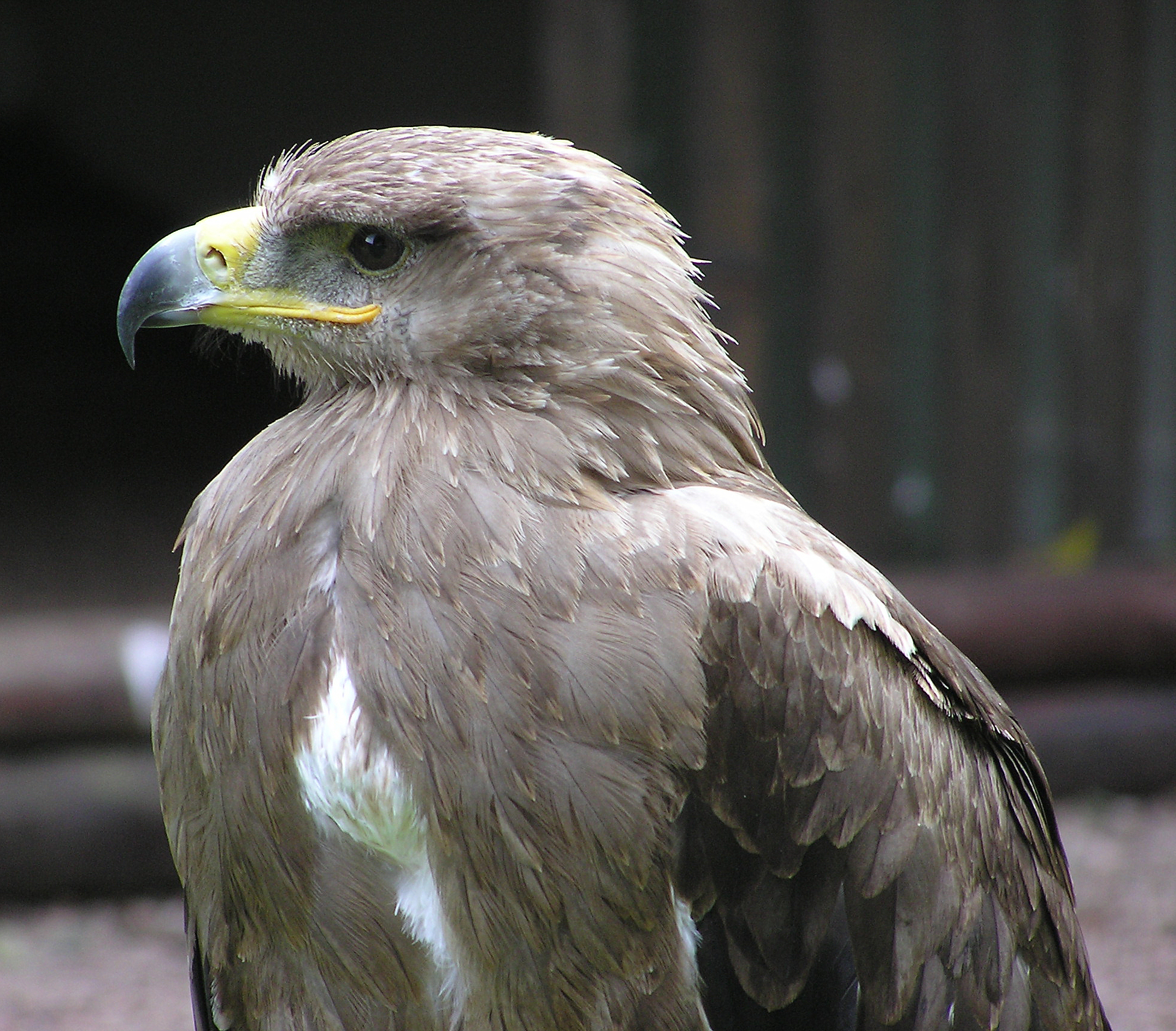
Khu bảo tồn cuộc sống hoang dã Combe Martin và công viên khủng long, Anh
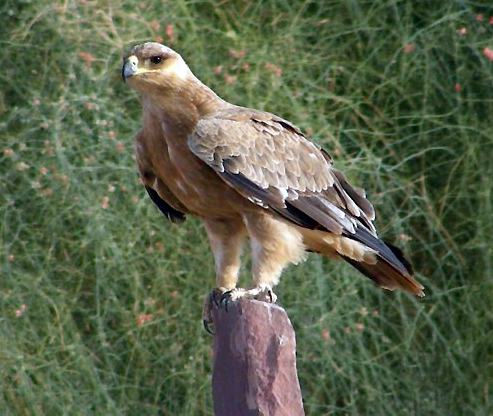
Jaisalmer, Ấn Độ
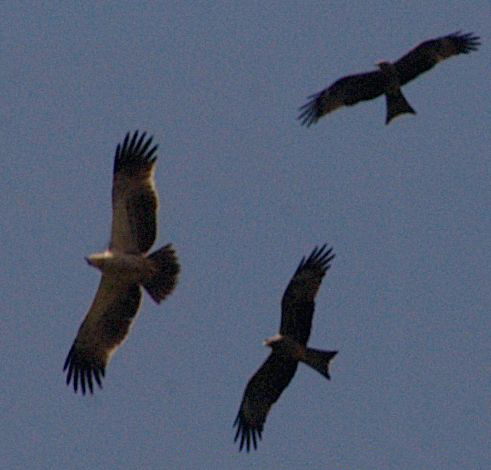
Một con đại bàng nâu và hai con Milvus migrans ở Ấn Độ
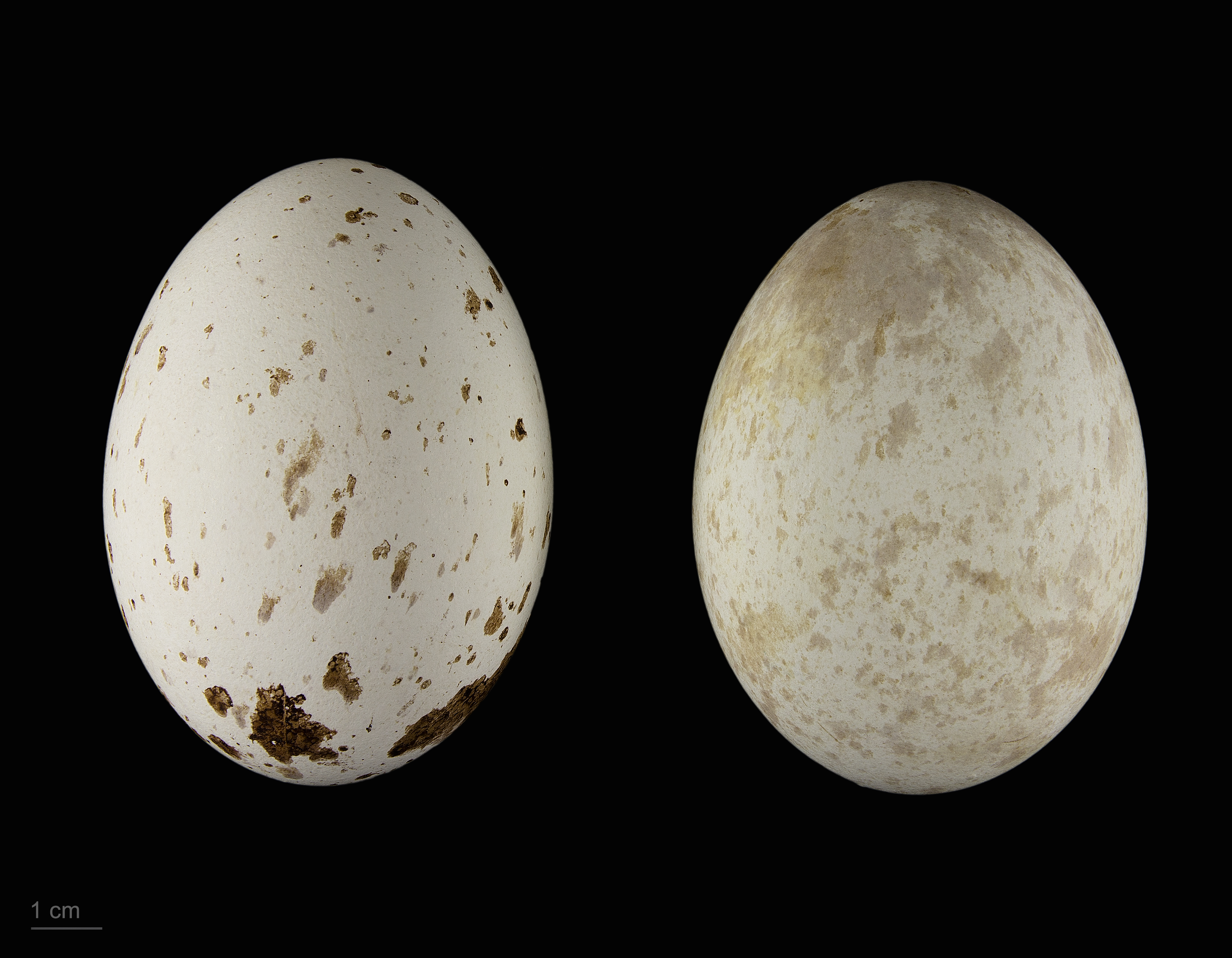
Museum specimen